# 云南双盾木
云南双盾木（学名：Dipelta yunnanensis）为忍冬科双盾木属的植物，是中国的特有植物。分布在中国大陆的云南、甘肃、陕西、贵州、四川、湖北等地，生长于海拔880米至2,400米的地区，见于杂木林下和山坡灌丛中，目前尚未由人工引种栽培。
其种加词 yunnanensis 意为“云南的”。

## 别名
云南双楯（中国树木分类学）